# Siglo XXIII
El siglo XXIII d. C. (siglo veintitrés después de Cristo) o siglo XXIII e. c. (siglo veintitrés de la era común) será el tercer siglo del III milenio en el calendario gregoriano. Comenzará el 1 de enero de 2201 y terminará el 31 de diciembre de 2300.

## Predicciones astronómicas

### Lista de los largos eclipses totales de Sol
- 27 de julio de 2204: Eclipse total de Sol,[1] (7 min 22 s), del saros 139.
- 8 de agosto de 2222: Eclipse total de Sol,[2] (7 min 06 s), del saros 139.
- 18 de agosto de 2240: Eclipse total de Sol,[3] (6 min 40 s), del saros 139.
- 7 de mayo de 2255: Eclipse total de Sol,[4] (6 min 22 s), del saros 142.
- 17 de mayo de 2273: Eclipse total de Sol,[5] (6 min 31 s), del saros 142.
- 28 de mayo de 2291: Eclipse total de Sol,[6] (6 min 34 s), del saros 142, “coronando” esta serie.

### Otros fenómenos astronómicos
- 2221: triple conjunción entre Marte y Saturno.
- 2 de diciembre de 2223: a las 12:32 UTC Marte ocultará a Júpiter.
- El planeta enano Plutón estará de nuevo a la misma distancia del Sol que Neptuno en septiembre de 2231, 
 y hasta octubre de 2245, Plutón estará más próximo al Sol que Neptuno. 
 La última vez que sucedió esto fue entre 1979 y 1999.
- 2238/2239: triple conjunción entre Júpiter y Saturno. 
 La última triple conjunción entre Júpiter y Saturno se produjo en 1981.
- 29 de marzo de 2257: el planeta enano Eris llegará a su perihelio por primera vez desde su descubrimiento.
- 6 de octubre de 2271: conjunción muy acercada entre Venus y Regulus, posible ocultación de Regulus por Venus.
- 2279: triple conjunción entre Júpiter y Saturno.
- 28 de agosto de 2287: la distancia entre Marte y la Tierra alcanzará un mínimo. 
 Será la mayor aproximación (de oposición perihélica) desde el miércoles 27 de agosto de 2003.

## Ciencia ficción
- La película El hombre bicentenario de 1999, en las escenas finales se ambienta en la fecha 3 de abril de 2205, cuando Andrew Martin, ahora llamado el Hombre Bicentenario muere, alcanzando a ver la de decisión del Congreso Mundial en la televisión:

De acuerdo con los registros de la compañía NorthAm Robotics, el robot también conocido como Andrew Martin, fue puesto en funcionamiento a las 5:15 de la tarde del 3 de abril de 2005. En pocas horas tendrá 200 años (en este momento Andrew cierra sus ojos y muere sin poder oír lo demás). Lo que significa que con excepción de Matusalén y otras figuras bíblicas, Andrew es el ser humano viviente más viejo de la historia. Por eso hago esta proclamación: Yo valido su matrimonio con Portia Charney y reconozco su humanidad.

- En el videojuego Final Fantasy XIII-2, se afirma que desde el año 2210 la humanidad construirá una megalópolis llamada Academia, con edificios que llegan a tener 800-900 pisos.
- La serie de Netflix y dreamworks kipo y la era de los magnimales se desarrolla en el año 2220.
- Se desarrollan las Elf Wars entre Rockman X y Rockman Zero.
- En el año 2237, (1 EE) la nave Superlumínica realiza el primer vuelo hiperespacial tripulado, hechos narrados de la novela de ciencia ficción de Isaac Asimov, Los robots del amanecer.
- Las películas Star Trek y Star Trek: en la oscuridad tienen lugar en la década de 2250.
- La Teleserie Skyland se relata en el año 2251.
- La serie de televisión Babylon 5 comienza en el año 2259 y su episodio piloto, la película para televisión Babylon 5: The Gathering un año antes, en el 2258.
- La película El quinto elemento ocurre en el año 2263.
- Las series de ciencia ficción Star Trek: La serie original y Star Trek: La serie animada tienen lugar en la década de 2260.
- Por su parte, las películas Star Trek I: La película, Star Trek II: La ira de Khan, Star Trek III: En busca de Spock, Star Trek IV: Misión: salvar la Tierra, Star Trek V: La última frontera y Star Trek VI: Aquel país desconocido tienen lugar en las décadas de 2270, 2280 y 2290.
- Fallout 3 ocurre en el año 2277, Fallout 4 en el 2287 y Fallout New Vegas  en el 2281 en el que la tierra lleva ya 200 años destruida por misiles nucleares.
- La película de Paul Verhoeven, Starship Troopers (1997) se remonta en esta época.
- Según el videojuego de ciencia ficción Halo, en el año 2291 se crea el motor Desliespacial Shaw-Fujikawa que permite realizar viajes más rápidos que la luz, haciendo a la humanidad capaz de salir del sistema solar y colonizar exoplanetas.
- Varios hechos del videojuego Time Splitters ocurren en este siglo XXIII. El jugador se centra en varias épocas de este periodo del tiempo.
- El videojuego de la saga Rockman X, Megaman X Command Mission toma lugar en este siglo.
- La serie de Televisión "The Expanse", toma lugar en este siglo.
- Los eventos de la serie de televisión Fallout comienzan en el año 2296, más de 200 años después de la destrución del mundo por una guerra nuclear.